# Campo Greyhound
Campo Greyhound fue el apodo  de una cárcel temporal que fue improvisada en la  estación de autobuses Greyhound junto a la terminal de pasajeros de Nueva Orleans Union, que operó después del  pasó del huracán Katrina el 29 de agosto de 2005.Con las cárceles locales inundadas, se estableció Campo Greyhound para "sacar a los criminales de las calles" (según Burl Cain director de Camp Greyhound) antes de la reconstrucción.

## Operación
La construcción del Campo Greyhound por parte del Departamento Correccional de Luisiana fue una de las principales prioridades en la reconstrucción de Nueva Orleans. En la parada de autobús se erigieron bajo las marquesinas dieciséis jaulas con cercas de tela metálica y cubiertas con alambre de púas para albergar hasta 700 personas. El trabajo fue realizado por prisioneros de la Penitenciaría Estatal de Luisiana en Angola bajo la dirección de Burl Cain. La mayoría de los sospechosos habían sido arrestados por saqueo, otros por violación del toque de queda, robo de vehículos, intoxicación o resistencia al arresto. Hasta el 8 de septiembre, nueve reclusos habían sido encarcelados por intento de asesinato. Una jaula al aire libre podría albergar a unas 45 personas. No había muebles y los reclusos debían dormir en el suelo asfaltado de la estación de autobuses sin colchones y debían utilizar un baño portátil abierto. La comida consistía en comidas proporcionadas por el ejército. La instalación estaba completamente iluminada por la noche con energía eléctrica generada por un motor de Amtrak funcionando las 24 horas. Los reclusos estaban custodiados por funcionarios de la Penitenciaría Estatal de Luisiana en Angola. Se reclutaron al menos cinco compañías de mercenarios para reunir a los "prisioneros" y mantener la cárcel en funcionamiento. En el exteriror, estaba protegido por la Guardia Nacional.
La cárcel contaba con un centro de procesamiento donde se fotografiaba a los reclusos y se les tomaban sus huellas dactilares. El único defensor público no pudo ofrecer asesoramiento individual; la única opción era declararse culpable y aceptar realizar servicios comunitarios, o ser enviado a un centro permanente y esperar un mínimo de 21 días para su posterior procesamiento. En este último caso, los reclusos fueron trasladados en autobús a instalaciones permanentes.
Al parecer, los primeros reclusos fueron ingresados en las instalaciones el lunes 5 de septiembre de 2005. Vestidos de naranja carcelario, no se les permitió avisar a sus familiares ni a sus abogados, ni se les permitió realizar llamadas telefónicas. Un informe del Washington Times del 9 de septiembre de 2005 indicó que más de 220 personas sospechosas de saquear se encontraban en Campo Greyhound en ese momento.
Camp Greyhound funcionó durante aproximadamente seis semanas o dos meses.

## Negación de derechos constitucionales
El colapso del sistema judicial después del huracán afectó a las personas que estaban detenidas en Camp Greyhound. Alrededor de 1200 personas, en su mayoría afroamericanos, pasaron por la cárcel y no se siguieron los procedimientos judiciales regulares violando el habeas corpus derechos. Al final de su operación, comenzaron a revisarse y retractarse informes exagerados de disturbios, saqueos y violencia.
De hecho, se informó que un pequeño número de agentes del NOPD participaron en el saqueo.
Surgieron varios informes que indicaban que personas inocentes estaban encarceladas durante un tiempo prolongado; primero en Camp Greyhound y luego trasladado a prisiones exteriores. James Terry fue arrestado por "saquear" su propio apartamento. Pasó un tiempo en Campo Greyhound y luego en una cárcel permanente sin haber tenido acceso a un abogado, haber sido acusado de un delito o haber tenido una audiencia judicial antes de su eventual liberación siete meses después. Pedro Parra –Sánchez pasó por Campo Greyhound el 13 de octubre de 2005 y desapareció en el sistema penal durante 13 meses.
El caso kafkiano de Abdulrahman Zeitoun fue documentado en el libro homónimo Zeitoun de David Eggers. Fue puesto en libertad después de un mes, mientras que sus compañeros estuvieron detenidos cinco, seis y ocho meses más, todo ello sin el debido proceso.
Otro recluso, Ashton O'Dwyer, un abogado, afirmó que le rociaron con gas pimienta y le dispararon con balas mientras estaba bajo custodia. Nunca fue acusado de ningún delito y su demanda sobre su encarcelamiento no tuvo éxito. Por el contrario, un jurado otorgó posteriormente 650.000 dólares a dos turistas que habían quedado atrapados en el sistema.
En 2009, Dan Berger argumentó que las rutinas periodísticas y los informes acríticos de los medios de comunicación "legitimaban el castigo como política de desastres" y "sugerían la vigilancia militarizada y el encarcelamiento como fundamentales para restablecer el orden". En 2011, James Fox del New Statesman opinó que Camp Greyhound era "conocido por su brutalidad organizada, un facsímil poco conocido y casi exacto de la Centro de detención de Guantánamo".